# Shave It
Shave It è un singolo del disc jockey e produttore discografico Zedd, pubblicato il 4 ottobre 2011 con l'etichetta di Skrillex, la OWSLA.
L'8 novembre 2011 è stato pubblicato un EP dal titolo Shave It - The Aftershave, contenente i remix del brano di Kaskade, Tommy Trash e 501.
Una versione alternativa della canzone, Shave It Up, è inclusa nell'album di debutto di Zedd, Clarity. Una versione più lunga è stata realizzata in esclusiva per Beatport il 22 ottobre 2012.

## Video musicale
Il video, diretto da Sean Stiegemeier e prodotto da Mike Longenbach, è stato pubblicato il 1º novembre 2011.

## Tracce
Singolo digitale
1. Shave It – 3:32

EP digitale
1. Shave It – 3:32
2. Shave It (Kaskade Remix) - 5:33
3. Shave It (Tommy Trash Remix) - 4:41
4. Shave It (501 remix) - 4:10

## Classifiche
| Classifica (2012)   | Posizione massima |
| ------------------- | ----------------- |
| Stati Uniti (dance) | 4                 |